# 刘彦 (1880年)
刘彦（1880年—1941年），字式南，湖南省醴陵县美田桥人，中国民主革命家、政治家、教育家。

## 生平
刘彦幼年随父亲刘若来学习，和父亲中同科秀才。刘彦最初肆业于湖北文普学堂，1907年经清政府选派公费留学日本早稻田大学，攻读政治学。留日期间刘彦与同乡同学宋教仁友好，乃参加宋教仁，孙中山，黄兴等创建的中国同盟会，追随孙中山先生从事革命活动，志在推翻满清政府，建立民国，打倒帝国主义，废除不平等条约，光复中华。在日本期间，刘彦撰写《中国近时外交史》一书，于宣统三年（1911）闰六月在东京印刷，运往中国国内发行。
1911年10月，辛亥革命成功。1912年南京临时政府成立，刘彦任南京临时参议院议员。南北统一后，刘彦随院北迁，又任北京临时参议院议员。后来，当选为中华民国第一届国会众议院议员。1913年，宋教仁在上海遇刺身亡，刘彦遂离开北京赴南方，倡导二次革命。不久，讨袁军失败，刘彦投奔同乡、云南财政厅厅长袁家普，经理腾越盐务。直到1916年袁世凯病死，国会重开，方再度赴北京担任国会众议员。
1917年9月，孙中山在广州建立旨在反对段祺瑞独裁的中华民国护法军政府，刘彦应邀出任政务厅厅长。其间，著有《欧战期间中日交涉史》，揭露袁世凯同日本所订的密约。1921年太平洋会议召开，刘彦任中国代表团外交谘议，发表《太平洋会议与我国提案》、《太平洋会议中国提案商榴书》，力主中国须力争以平等身份参加有关中国问题的各项讨论，并在山东问题和二十一条等“国家受根本侵害频年不能解决之特种问题”上提交中国的议案，“无所畏忌，无所退缩”。1922年归国后，刘彦主办《外交评论》。1923年1月，他和国会议员张树森向国会参议院提出了“二十一条无效案” ，获得众议院、参议院一致通过。同年12月，因日本警察在东京大地震期间残杀中国留学生和华侨60多人，刘彦和王正廷、沈其昌奉派作为赴日专使到日本调查真相。归国后，刘彦当选为参议院外交委员会主席。
北伐战争时期，随着国民革命军不断胜利，他将《中国近时外交史》和《欧战期间中日交涉史》修订合编为《帝国主义压迫中国史》，于1927年8月由上海太平洋书店出版发行。在该书绪论中，刘彦称“中国民族运动不发则已，一经勃发，以四万万民众之醒觉，非任何帝国主义之炮火政策所能抵御，终必被驱逐而后已。”后来，刘彦还著有《最近三十年中国外交史》和《被侵害之中国（即中国主干之不平等条约）》等书。
刘彦历任北京法政大学校长，北平大学、清华大学、朝阳大学、天主教辅仁大学等大学的外交史、法学教授，先后任教达十余年。晚年，任北平民国学院政治系主任兼教务长。1937年抗日战争爆发，民国学院南迁湖南长沙。1939年文夕大火后，该校辗转迁至溆浦，当时该学院已改称民国大学，刘彦任代理校长。他拥护国共合作、共同抗日，和校内教授中的两位中共地下党员相处很好，并且倚为学校“支柱” 。
因颠连困顿，积劳成疾，刘彦身体虚弱，常述痔疮出血，但无暇诊治，后经烟溪兵工厂医院确诊为直肠癌。1941年，刘彦在赴成都求医途中病逝于沅江。

## 著作
- 中国外交史
- 中国交涉史
- 帝国主义压迫中国史，上海：太平洋书店，1931年
- 中国近时外交史，上海：太平洋印刷公司，1921年
- 欧战期间中日交涉史，上海：太平洋印刷公司，1921年
- 最近三十年中国外交史，上海：太平洋书店，1932年
- 被侵害之中国，上海：太平洋书店，1928年
- 战时国际公法讲义，民国石印本
- 太平洋会议中国提案商榷书，民国铅印本